# Амнатчарен (провінція)
Амнатчарен (тай. อำนาจเจริญ) — провінція на сході Таїланду, розташована в регіоні Ісаан. Адміністративний центр і найбільше місто — Амнатчарен.
Площа 3,290 км². Населення — 378 438 осіб (на 2019 рік).
Амнатчарен засновано в 12 січня 1993 року після відриву від провінцію Убонратчатхані.